# 法令全書
『法令全書』（ほうれいぜんしょ）は、日本の独立行政法人国立印刷局から出版されていた定期刊行物。『官報』とともに日本の法令の原典となるものである。

## 概要
『法令全書』は、日本国政府が『官報』において公布または公示した事項を、法律や政令など法令の種別ごとに編集・掲載し、1か月ごとにまとめて発行される定期刊行物である。『官報』の縮刷版としての意味合いを有するが、会社の公告のように『官報』に掲載されているものでも『法令全書』には掲載されないものもある。六法等の通常の法令集は、『官報』や『法令全書』を原典として編集したものである。
特に『官報』創刊前の1867年（慶応3年）から1883年（明治16年）までの法令を調べる際に重宝する。
明治時代に発行された分は「明治年間法令全書」、大正時代に発行された分は「大正年間法令全書」、1926年（昭和元年）12月25日から1955年（昭和30年）までに発行された分は「昭和年間法令全書」としてそれぞれ復刻版が原書房から出版されている。また、1912年（明治45年）7月までに発行された分は、国立国会図書館デジタルコレクションにおいて一般公開されている（外部リンクを参照）。
官報デジタル化の検討のために設けられた官報電子化検討会議が2023年（令和5年）10月25日に決定した「官報電子化の基本的考え方」において、官報の発行に関する法律（官報発行法／令和5年法律第85号）の制定に伴い、今後は法令についてインターネットを介して情報提供が行われるようになることを踏まえ、法令全書の刊行は廃止する方向で検討を進めることとされた。
その後、第212回臨時国会において可決・成立した官報の発行に関する法律の施行に伴う関係法律の整備に関する法律（令和5年法律第86号）により、官報発行法の施行時点で、内閣府設置法及び独立行政法人国立印刷局法における両機関の所掌事務又は業務から「法令全書」の語が削除され、法令全書は、法律に根拠を置く国立印刷局の編纂物としては廃止されることが決定した。（同法第5条・第6条）
実際には、官報発行法施行の前に、令和6年12月号（令和7年1月発行）及び令和6年索引号（令和7年3月発行）を最後に、発行が終了した

## 集録内容
法令全書は次のものを集録する。地方自治体の条例は対象とはならない。
- 憲法改正
- 詔書
- 法律
- 政令
- 条約
- 内閣官房令
- 内閣府令
- デジタル庁令
- 復興庁令
- 省令
- 規則
- 庁令
- 訓令
- 告示

等

## 歴史
- 1885年（明治18年）
  - 8月29日 - 法令全書印刷につき、印刷局と締約する[4]。
  - 9月7日 - 法令全書を創刊（法令全書は毎月一回、索引目録は毎年一回発行とする。）し、書肆博聞社に販売を許可する[4]。
- 1886年（明治19年）1月 - 紙面体裁を改め、官報付録の形で刊行が開始される[4]。
- 1889年（明治22年）11月1日 - 法令全書の官報付録を止め、定期刊行物として販売する（官報購読者には無料配布）[4]。
- 1890年（明治23年）1月 - 無料配布を止め、独立した定期刊行物として定価を付して販売[4]。
- 1891年（明治24年）
  - 3月 - 1868年（明治元年）から1884年（明治17年）までの法令全書を印刷物とし、これらの索引目録を編成する[4]。
  - 11月14日 - 法令全書の販売を官報販売取次所に行わせる[4]。
- 1894年（明治27年）4月 - 官報購読者に配布していた法令全書を定価販売制とする[4]。
- 1895年（明治28年）11月 - 法令全書を官報局で発売する[4]。
- 1897年（明治30年）11月9日 - 名古屋市に法令全書の販売取次所を設置する[4]。
- 1899年（明治32年）1月1日 - 従前、官報公布の順序により編成していたが、省順に編成を改める[4]。
- 1916年（大正5年）4月1日 - 販売所を廃止し、印刷局直売に改める[4]。
- 1921年（大正10年）1月1日 - 販売制度を改め全国に55の官報販売所を設置し、販売配送を行わせ、官報販売所心得（局長達）を制定する[4]。
- 1922年（大正11年）1月26日 - 「官報、法令全書及職員録ノ発行ニ関スル件」（閣令第1号）を制定する[4]。
- 1943年（昭和18年） - 「官報、法令全書、週報、職員録、官庁刊行図書月報等ノ発行ニ関スル件」が定められる[5]。
- 1949年（昭和24年）
  - 1月1日 - 発行根拠法令である「官報、法令全書、職員録、官庁刊行図書月報等ノ発行ニ関スル件」が「官報、法令全書、職員録等ノ発行ニ関スル件」へ改題される[6]。
  - 6月1日 - 集録内容が、「憲法改正、詔書、法律、政令、条約、府令、省令、本部令、規則、庁令、訓令、通達、告示、公共企業体公示および重要なる議定書、協約等」となり、発行根拠法令である「官報、法令全書、職員録等ノ発行ニ関スル件」が「官報、法令全書、職員録等の発行に関する命令」に全部改正される[7]。
- 1952年（昭和27年）8月1日 - 集録内容から本部令を削る[8]。
- 1987年（昭和62年）4月1日 - 集録内容が、「憲法改正、詔書、法律、政令、条約、総理府令、省令、規則、庁令、訓令および告示等」となる[9]。
- 2001年（平成13年）1月6日 - 集録内容から総理府令を削り、内閣府令を加える[10]。
- 2003年（平成15年）4月1日 - 発行根拠法令である「官報、法令全書、職員録等の発行に関する命令」が「官報及び法令全書に関する内閣府令」へ改題される[11]。
- 2012年（平成24年）2月10日 - 復興庁廃止までの間、集録内容に復興庁令を加える[12]。
- 2014年（平成26年）5月30日 - 国家公務員法改正に伴い、新たな法形式として内閣官房令が定められたことに伴い、集録内容に内閣官房令を加える[13]。
- 2021年（令和3年）9月1日 - デジタル庁設置法の施行に伴い、新たな法形式としてデジタル庁令が定められたことに伴い、集録内容にデジタル庁令を加える[14]。
- 2025年（令和7年）3月 -令和6年索引号が発行され、刊行が終了した。
- 2025年（令和7年）4月1日 - 発行根拠法令である「官報及び法令全書に関する内閣府令」が廃止される[15]。